# Mareanivka (Mîkolaiivka), Berezivka
Mareanivka (în ucraineană Мар'янівка) este un sat în comuna Mîkolaiivka din raionul Berezivka, regiunea Odesa, Ucraina.

## Demografie
Componența lingvistică a localității Mareanivka
     Ucraineană (86,09%)
     Română (10,43%)
     Rusă (3,48%)
Conform recensământului din 2001, majoritatea populației localității Mareanivka era vorbitoare de ucraineană (86,09%), existând în minoritate și vorbitori de română (10,43%) și rusă (3,48%).